# Ana María Zapata Portillo
Ana María Zapata Portillo (Cuautla, Morelos; 22 de junio de 1915-Cuautla, 28 de febrero de 2010) fue una política mexicana, miembro del Partido Revolucionario Institucional. Fue la hija de Emiliano Zapata.

## Biografía
Nació el 22 de junio de 1915 como hija de Emiliano Zapata y Petra Portillo Torres.
Fue designada «Hija predilecta y ciudadana distinguida de Cuautla». Fue regidora, síndico municipal y diputada federal en la Cámara de Diputados en la XLIV Legislatura del Congreso de la Unión de México además de ser presidenta de la Asociación Nacional Femenina Revolucionaria. El 10 de abril de 2008 en una ceremonia en el museo de Bellas Artes de Caracas entregó la medalla Emiliano Zapata al presidente de Venezuela Hugo Chávez, misma que ya había recibido Fidel Castro. Murió a causa de una insuficiencia renal y de un mal hepático.